# Pogio Ghate
Pogio Giombo Ghate est un homme politique papou-néo-guinéen.

## Biographie
Entré dans le monde du travail après son enseignement secondaire, il devient à terme directeur général d'une entreprise de papeterie et de fournitures de bureau à Goroka.
Il est élu député de Daulo (dans les Hautes-Terres orientales) au Parlement national aux élections législatives de 2017 avec l'étiquette du Parti social-démocrate. Il devient vice-chef de ce parti, puis le quitte en cours de législature pour rejoindre le Pangu Pati, le parti au pouvoir. De juin 2019 à avril 2022, il est adjoint au ministre de l'Agriculture John Simon dans le gouvernement de James Marape, et est chargé des questions ayant trait à la culture du café. En avril 2022, il est promu ministre de l'Environnement. Il perd son siège de député, et donc de ce fait son ministère, aux élections de juillet 2022.